# Битва під Балхом (900)
Би́тва під Ба́лхом — битва між арміями Ісмаїла Самані й Амра ібн Лейса, що відбулась біля міста Балх 900 року.

## Історія
898 року аббасидський халіф вирішив усунути Ісмаїла Самані від посади намісника Мавераннахру й замість нього призначив Амра ібн аль-Лейса з роду Саффаридів. 899 року війська Ісмаїла Самані розбили армію головного полководця Амра, Мухаммеда ібн Башара.
Навесні 900 року з основним військом проти Ісмаїла виступив сам Амр ібн аль-Лейс. У запеклій битві під Балхом (нині на території північного Афганістану) війська Ісмаїла Самані здобули перемогу. Амр був взятий у полон і відправлений в Багдад до халіфа.

## Наслідки
Перемога стала вирішальною у зміцненні влади Ісмаїла Самані й Саманідської держави: відтоді вона стала цілковито незалежною від халіфа. Більше того, до складу держави увійшов Хорасан.